# Parlatoreopsis citri
Parlatoreopsis citri är en insektsart som beskrevs av Matile-ferrero 1991. Parlatoreopsis citri ingår i släktet Parlatoreopsis och familjen pansarsköldlöss.
Artens utbredningsområde är Madagaskar. Inga underarter finns listade i Catalogue of Life.